# Odo serrimanus
Odo serrimanus är en spindelart som beskrevs av Cândido Firmino de Mello-Leitão 1936. 
Odo serrimanus ingår i släktet Odo och familjen taggfotsspindlar. Inga underarter finns listade i Catalogue of Life.